# Sherman Augustus
Sherman Augustus (10 de Janeiro de 1959) é um ator estadunidense e ex-jogador de futebol americano.

## Biografia

### Futebol Americano
Sherman começou sua carreira no futebol americano na Northwestern College, de Saint Paul (Minnesota). Como profissional, jogou primeiramente pelo San Diego Chargers e depois pelo Minnesota Vikings.

### Ator

#### Filmografia
- Profit
- Thorns From a Rose
- Bad Guys
- Marlowe
- Thr3e
- "The Young and the Restless"
- Navy NCIS
- "CSI: Crime Scene Investigation"
- "Without a Trace"
- "Threat Matrix"
- The Foreigner
- ZigZag
- "Philly"
- Final Jeopardy
- The Mexican
- "Cover Me: Based on the True Life of an FBI Family
- "The Sentinel"
- Rumpelstiltskin
- Space Marines
- Digital Man
- "Chicago Hope"
- The Kangaroo (1995)
- "The Nanny"
- "Murder, She Wrote"
- What's Love Got to Do with It
- When No One Would Listen
- Colors
- Logorama

#### Prêmios e Indicações
| Ano  | Prêmio                      | Indicação   | Trabalho       | Resultado | Ref.  |
| ---- | --------------------------- | ----------- | -------------- | --------- | ----- |
| 2008 | Beverly Hills Film Festival | Melhor Ator | Filme Bad Guys | Venceu    | [ 2 ] |